# Битва під Дроковом
Битва під Дроковом або битва на річці Іпуть — битва московсько-річпосполитської війни 1654—1667 рр. що відбулася 11 (21) лютого 1664 року.
Після Пирогівської битви король Ян II Казимир ухвалив рішення про завершення свого походу за Дніпро. Польське військо під керівництвом Станіслава Потоцького та Стефана Чарнецького відступало через Правобережну Україну, литовське ж військо з королем вирушило через Стародуб на північний захід до Могильова, якому погрожував новгородський полк князя Івана Хованського. У Карачеві знаходилося московське військо на чолі з Яковом Черкаським, яке почало рух навперейми литовцям, намагаючись перегородити їм дорогу біля річки Іпуть.
Литовцям вдалося першими дійти до Іпуті, проте через паніки, що охопила їх на переправі, від наближення московських кінних полків на чолі з князями Івано Прозоровським і Юрієм Барятинським вони кинули більшу частину обозу. Для пошуку та збору возів за наказом гетьмана Михайла Паца було залишено полковника Християна Людвіга Калькштейна з драгунським полком, на який і обрушилися московські кінні полки. Полк Калькштейна, незважаючи на відчайдушний опір, був повністю перебитий або взятий у полон. Серед полонених був і сам Калькштейн із низкою інших офіцерів. Дізнавшись від Калькштейна, що литовська артилерія ще не встигла відійти далеко, московська кіннота, залишивши піхоту, кинулася в погоню і наздогнала литовців. Однак у лісах, не зумівши подолати опір піхоти, що охороняла артилерію, кіннота була змушена повернути назад.
Таким чином, литовцям вдалося зберегти артилерію, проте значна частина обозу була втрачена.